# Escola socràtica menor
Les escoles socràtiques menors eren escoles filosòfiques creades per deixebles de Sòcrates a l'antiga Grècia.

## Alumnes
A la mort de Sòcrates (399 aC), tots els deixebles de Sòcrates es dispersaren per diferents ciutats de Grècia. D'aquests deixebles, alguns d'ells obriren escoles filosòfiques. Tots els deixebles del Mestre, sense excepció, tingueren unes relacions molt tenses entre ells, car cadascú donà "la seva interpretació" del pensament i la biografia de Sòcrates, i així, no hi hagué pas cap unitat doctrinal entre els successors del "tabà d'Atenes".
L'escola socràtica major, sens dubte, és l'escola de Plató, l'Acadèmia. Però hi hagué altres escoles de filosofia, d'una certa importància, que hom anomena "les escoles socràtiques menors".
A part del "socràtic major" Plató, entre els "socràtics menors", els més rellevants són Antístenes, Aristip, Euclides (Euclides de Megara; no confondre amb el geòmetra), Fedó, Èsquines i Xenofont. De tots sis, els quatre primers formaren escoles socràtiques.
De l'escola de Fedó (anomenada l'escola d'Elis), que es dedicà (pel que sembla) al conreu de l'erística i la retòrica, no se'n conserva gaire informació.
Èsquines fou un alumne de Sòcrates poc destacat per la seva intel·ligència, el pensament del qual no sembla haver obtingut gaire importància.
Una menció a part mereix Xenofont; socràtic que es dedicà a la literatura, i a la defensa del pensament aristocràtic i antidemocràtic, tingué una certa fama com a escriptor i fou molt llegit pels seus contemporanis i la posteritat. Quant a la filosofia, però, "l'avella àtica" (pseudònim que rebé) sembla que no comprengué gaire el pensament de Sòcrates, i les seves opinions filosòfiques són, realment, de poca envergadura i més aviat superficials. Era, en canvi, un bon escriptor de memòries i de biografies.
Els altres tres deixebles de Sòcrates són (per ordre cronològic): Antístenes, Aristip i Euclides, formaren respectivament les escoles: escola cínica, escola cirenaica, i escola de Megara.

## Escoles menors
És ben clar que les tres escoles socràtiques menors més importants (deixant a part la poc rellevant escola d'Elis), tot i que no estaven relacionades entre elles, i que els seus fundadors estaven bastant enemistats entre ells, aquestes escoles tenen, en general, alguns elements comuns que, no només les fan una mica semblants entre elles, sinó que les distingeixen a les tres de l'Acadèmia (l'"escola socràtica major").
Per començar, enfront de la gran volada especulativa de Plató i dels primers temps de l'Acadèmia, els "socràtics menors" (tant els fundadors com els seus deixebles) recomanen als seus "oients" que se separin dels coneixements i del saber en general: música, astronomia, ciència, dialèctica, coneixements religiosos, etcetera.
El pensament, en general, de les tres escoles, té com a finalitat radical la "ètica més immediata". L'immediat és aconseguir la felicitat; però no una felicitat immoral i "sense ètica", sinó una felicitat aconseguida a través d'una actitud individualista, indiferent, serena. Una actitud individualista, "apolítica però no antipolítica", poc activa en la societat, centrada en una satisfacció constant però moderada. Hi ha qui ha anomenat aquest tipus de moral (pròpia dels socràtics i d'alguns pensadors grecs posteriors) com a "L'ideal del savi".
No obstant això, el sistema per aconseguir aquesta felicitat individual (i potser "la felicitat individual obtinguda en concret") és una mica diferent segons l'escola socràtica a la que ens referim: per als cínics, la felicitat individual s'aconseguia amb la supressió individual de necessitats; per als cirenaics, la felicitat individual s'obté amb una dosi elevada (però amb autocontrol) de plaer empíric i material; per als megàrics, la felicitat individual s'aconsegueix quan hom obté el coneixement de la realitat del bé ("quan un sap què és el bé i què és el mal, escull sempre el bé sense dubtes").
Potser el membre més important d'aquestes escoles moralistes, deixant a part els seus fundadors, fou el cínic Diògenes de Sinop, molt famós per les anècdotes que sobre la seva vida ens conservà Diògenes Laerci. Com hom sap, Diògens el cínic vivia "com un gos", dins un barril, sense preocupacions ni materials, ni econòmiques, ni intel·lectuals, i refusant, pel que sembla, ofertes generoses d'Alexandre Magne en persona.
El futur d'aquestes escoles socràtiques fou incert. Des de bon principi, i cadascuna per la seva banda, hagueren de lluitar contra les escoles contemporànies d'aleshores (l'Acadèmia de Plató i el Liceu d'Aristòtil), i aviat, contra les escoles filosòfiques posteriors (epicureisme, estoïcisme, escepticisme), que les combaté alhora que n'acceptava algunes tesis. De totes maneres, potser l'escola socràtica menor que aconseguí més popularitat fou l'escola cínica, la qual, com se sap, aguantà durant molts segles, fins a la caiguda de l'Imperi Romà.